# Challex
Challex är en kommun i departementet Ain i regionen Auvergne-Rhône-Alpes i östra Frankrike. Kommunen ligger  i kantonen Collonges som ligger i arrondissementet Gex. Kommunens areal är 8,67 km². År 2022 hade Challex 1 628 invånare.

## Befolkningsutveckling
Antalet invånare i kommunen Challex
Referens: INSEE